# St George's Tron Church
La St George's Tron Church è una chiesa situata nel centro di Glasgow, in Scozia. Fa parte della Chiesa di Scozia e si trova all’intersezione tra Buchanan Street e West George Street, della quale costituisce la vista terminale.
L’edificio è stato progettato da William Stark e aperto nel 1808. In origine la chiesa era chiamata St. George's Parish Church. Nel 1815 Thomas Chalmers ne divenne ministro.

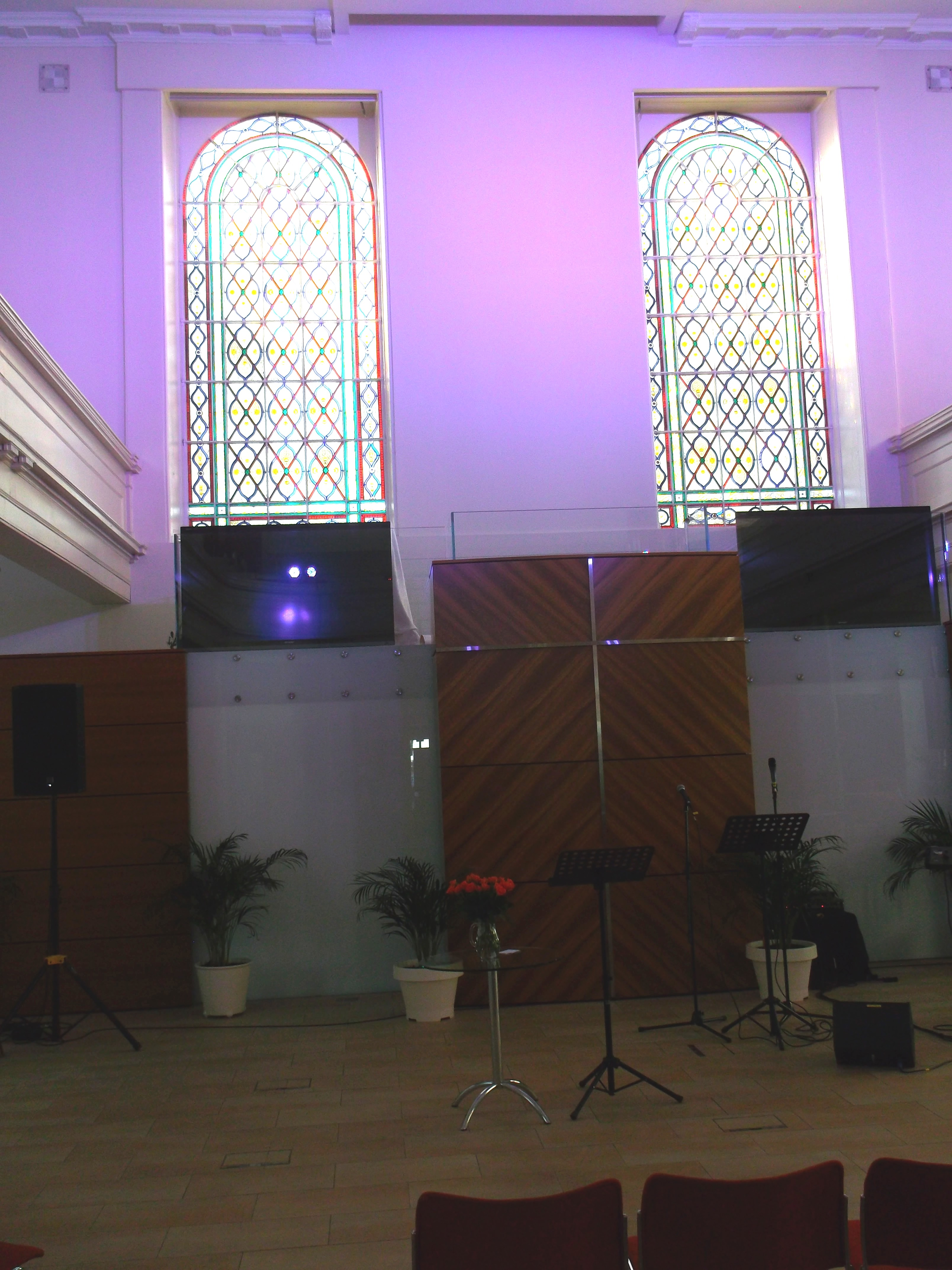
I nuovi interni.

Dal 2007 al 2009 la chiesa è stata ampiamente restaurata e sono stati rifatti gli interni in uno stile più contemporaneo.